# Culturebox
Culturebox fue una cadena de televisión de servicio público francés, perteneciente a France Télévisions. Su oferta era de carácter cultural, basándose sobre todo en la emisión de eventos y espectáculos. Sustituyó a France Ô en la frecuencia que dejó vacía al cesar sus emisiones en septiembre de 2020. Entre 2021 y su desaparición el 6 de junio de 2025 emitía su programación en la frecuencia del canal France 4. 

## Historia
El 22 de enero de 2021, en plena pandemia de COVID-19, France Télévisions anuncia la creación de Culturebox, un canal de televisión efímero dedicado a "apoyar la cultura" en Francia, mientras se están cerrando por seguridad todas las salas de conciertos, espectáculos y cine, así como los museos y otros espacios culturales.
El proyecto, apoyado por la ministra de Cultura francesa Roselyne Bachelot, y por el Consejo Superior Audiovisual de Francia, será financiado en su totalidad por France Télévisions.